# Ahmad Allahgholi
Ahmad-Madjid Allahgholi (* 14. Juli 1976 in Dornach SO) ist ein ehemaliger schweizerischer Basketballspieler.

## Laufbahn
Der 2,05 Meter grosse Innenspieler spielte beim BC Arlesheim, dann in der Nationalliga A für SAV Vacallo Basket. 1998 wechselte er an die Quinnipiac University in den US-Bundesstaat Connecticut. Dort studierte und spielte Allahgholi bis 2001.
Allahgholi, der Schweizer Nationalspieler war, kehrte aus den Vereinigten Staaten zum BC Arlesheim zurück und spielte 2001/02 für den Zweitligisten sowie 2002/03 nach dem Zusammengehen mit dem CVJM Birsfelden für die Starwings Basket Regio Basel.